# Teng Si-csang
Teng Si-csang (egyszerűsített kínai: 邓世昌, hagyományos kínai: 邓世昌, mandarin pinjin: Deng Shìchāng, Wade-Giles: Teng Shih-ch'ang) (Panjü (Panyu), Kuangtung (Guangdong), 1849. – 1894. szeptember 17.) Csing-kori kínai tengerész, tengernagy.

## Élete
Teng Si-csang (Deng Shichang) 1849-ben született Panyu (Panjü)ben, Kuangtung (Guangdong) területén. Teng (Deng) az első generációs modern haditengerészeti tisztek közé tartozott Kínában. Belépett a Haditengerészeti Akadémiába Fucsienben (Fujianben) 1867-ben és 1874-ben diplomázott. Folyamatosan haladt a ranglétrán és megkapta a kínai cirkáló, a Csi Jüan (Chih Yuen) parancsnokságát.
Mikor kitört az első kínai–japán háború, a haditengerészet kötelékében harcolt a japánok ellen. A sárga-tengeri csatában Ting Zsu-csang (Ding Ruchang) admirális vezette két toronypáncélos, három nagy cirkáló, hat kis cirkáló és két torpedóromboló nézett szembe az ellenség két partipáncélosával, egy páncélos cirkálójával, hét normál cirkálójával és két torpedónaszádjával. Shichang admirális vitézül küzdött és mikor lövegeit már nem tudta használni, az égő hajót maga kormányozta az egyik japán hadihajó felé. A japán hadihajó, hogy a 2300 tonnás Csi Jüan (Chih Yuen) neki ne menjen, manőverezni kezdett, de a kínai hajó vészesen közeledett. Ezt azonban egy másik japán hadihajó észrevette és több torpedót is kilőtt a Csi Jüan (Chih Yuen)ra. A torpedók közül egynek sikerült is telibe találnia Teng hajóját, amely emiatt rövid időn belül elsüllyedt. Teng Si-csang (Deng) admirális hősi halált halt.
Halála után nagy tisztelet övezte és pompás síremléket építettek számára. Később emlékére a Kínai Népköztársaság haditengerészetének egyik kiképzőhajóját róla nevezték el.